# Callithrinca angoonae
Callithrinca angoonae är en fjärilsart som beskrevs av Sigeru Moriuti 1982. Callithrinca angoonae ingår i släktet Callithrinca och familjen spinnmalar. Inga underarter finns listade i Catalogue of Life.